# عبد الرضا شیخ الإسلامي
عبد الرضا شيخ الإسلامي ((بالفارسية: عبدالرضا شیخ‌الاسلامی)) سياسي إيراني عمل في منصب وزير التعاونيات والعمل الأسبق.  و قبل ذلك ، كان يعمل في منصب وزير العمل والشؤون الاجتماعية في الوزارة الثانية لمحمود أحمدي نجاد من 2009 إلى 2011. ثم أقيل من منصبه في 3 فبراير 2013 ، وهو تاسع وزير يقيل خلال الولاية الثانية للرئيس محمود أحمدي نجاد منذ عام 2009.

## النشأة والتعليم
ولد شيخ الإسلامي في 1 يناير 1967 في نوشهر بمقاطعة مازندران. تخرج من جامعة إيران للعلوم والتكنولوجيا في عام 1993 ، وحصل على درجة البكالوريوس في الهندسة الحضرية. في عام 1995 و حصل على درجة الماجستير. وهو حاصل أيضًا على درجة الدكتوراه في الهندسة الحضرية التي حصل عليها من جامعة إيران للعلوم والتكنولوجيا في عام 2006.

## الحياة المهنية
كان شيخ الإسلامي مدرسًا جامعيًا حتى عام 1997. بعد ذالك تعيين نائباً لحاكم مقاطعة هرمزغان في عام 1997 بعد أن أصبح علي نزاري حاكماً.  في مارس 2001 ، استقال نزاري من منصبه وعين محمد خاتمي شيخ الإسلامي حاكمًا.  كان في منصبه حتى أغسطس 2005 بعد أن عينه محمود أحمدي نجاد رئيسًا للمركز الرئاسي.  في 6 أغسطس 2009 ، عينه أحمدي نجاد وزيراً للعمل والشؤون الاجتماعية ، وصدق عليه البرلمان بأغلبية مطلقة.  في 26 يوليو 2011 ، تم ترشيحه وزيرا للتعاونيات والعمل والرعاية الاجتماعية بعد دمج ثلاث وزارات وتم تأكيده من قبل البرلمان في 3 أغسطس 2011. استقال في 3 فبراير 2013 بعد تصويت البرلمان بحجب الثقة عنه. 192 صوت 272 نائبا لصالح محاكمة شيخ الإسلامي في البرلمان. وحل محله أسد الله عباسي بالوكالة.